# IC 4420
IC 4420 је спирална галаксија у сазвјежђу Волар која се налази на листи објеката дубоког неба у Индекс каталогу.
Деклинација објекта је + 25° 22' 44" а ректасцензија 14h 25m 39,3s. Привидна величина (магнитуда) објекта IC 4420 износи 14,7 а фотографска магнитуда 15,4. Налази се на удаљености од 56,397 милиона парсека од Сунца. IC 4420 је још познат и под ознакама MCG 4-34-27, CGCG 133-53, KUG 1423+256, PGC 51520.